# 麻扶摇
麻扶摇（1927年3月—2019年1月20日），原名麻向摇，黑龙江省绥化市人，中国人民解放军军官，中国人民志愿军战歌的作词者。

## 生平
1947年2月从黑龙江省绥化参加中国人民解放军。1948年5月加入中国共产党，之后参加辽沈战役、平津战役、太原战役等。朝鲜战争时任中国人民志愿军炮兵第一师26团5连指导员。第二炮兵成立后在第二炮兵工作，担任第二炮兵某基地组织处处长、后勤部副政治委員、政治部副主任、主任（副军级）。
曾荣获解放奖章。1960年晋升为少校军衔。1987年2月离休，未赶上1988年授衔。1988年被授予中国人民解放军胜利功勋荣誉章。
2019年1月20日在北京市去世，享年92岁。 